# Ernesto Corripio y Ahumada
Ernesto Corripio y Ahumada (Tampico, 29 giugno 1919 – Città del Messico, 10 aprile 2008) è stato un cardinale e arcivescovo cattolico messicano.

## Biografia
Nel 1976 fu nominato arcivescovo di Puebla de los Ángeles.
Fu arcivescovo di Città del Messico dal 19 luglio 1977 al 29 settembre 1994.
Papa Giovanni Paolo II lo innalzò alla dignità cardinalizia nel concistoro del 30 giugno 1979.
È mancato improvvisamente a Città del Messico alle 5.30 del 10 aprile 2008 ad 88 anni a causa di un'ischemia cerebrale fulminante. È sepolto nella cattedrale di Città del Messico.

## Genealogia episcopale e successione apostolica
La genealogia episcopale è:
- Cardinale Scipione Rebiba
- Cardinale Giulio Antonio Santorio
- Cardinale Girolamo Bernerio, O.P.
- Arcivescovo Galeazzo Sanvitale
- Cardinale Ludovico Ludovisi
- Cardinale Luigi Caetani
- Cardinale Ulderico Carpegna
- Cardinale Paluzzo Paluzzi Altieri degli Albertoni
- Papa Benedetto XIII
- Papa Benedetto XIV
- Cardinale Enrico Enriquez
- Arcivescovo Manuel Quintano Bonifaz
- Cardinale Buenaventura Córdoba Espinosa de la Cerda
- Cardinale Giuseppe Maria Doria Pamphilj
- Papa Pio VIII
- Papa Pio IX
- Arcivescovo José María Ignacio Montes de Oca y Obregón
- Arcivescovo Próspero María Alarcón y Sánchez de la Barquera
- Arcivescovo Leopoldo Ruiz y Flóres
- Arcivescovo Luis María Altamirano y Bulnes
- Arcivescovo Octaviano Márquez y Tóriz
- Cardinale Ernesto Corripio y Ahumada

La successione apostolica è:
- Arcivescovo Arturo Antonio Szymanski Ramírez (1960)
- Vescovo Francisco Maria Aguilera González (1979)
- Cardinale Javier Lozano Barragán (1979)
- Vescovo Carlos Talavera Ramírez (1980)
- Vescovo Ricardo Watty Urquidi, M.Sp.S. (1980)
- Arcivescovo Luis Robles Díaz (1985)
- Vescovo Abelardo Alvarado Alcántara (1985)